# Джек Страйфі
Джек Страйфі (англ. Jack Strify, урожд. Андреас Гудек (нім. Andreas Hudec), 20 серпня 1988, Віллінген-Швеннінген) — німецький співак, колишній вокаліст нині неіснуючої німецької групи Cinema Bizarre.

## Творчість
У січні 2010 ґурт Cinema Bizarre взяв перерву на невизначену кількість часу. Про офіційний розпад заяви не було, але фронтмен колективу Джек Страйфі починає свою сольну кар'єру.
На початку 2011 року він відвідує Росію (Москву і Санкт-Петербург) з декількома діджей-сетами, де співає пісні Cinema Bizarre і ставить свої улюблені треки. Наступною країною, яку він відвідав з сетом була Білорусь.
У квітні того ж року випускає новий ремікс на пісню Cinema Bizarre — «Blasphemy» разом з відомим французьким діджеєм — Junior Caldera.
5 липня 2012 року Джек Страйфі дебютує і презентує свій сольний проект: «Glitter & Dirt», який складається з трьох демо-версій нових пісень, що супроводжуються відеокліпами. Перша пісня з трилогії називається «Brave new world». За словами Страйфі, прообразом пісні послужив антиутопічний роман Олдоса Хакслі «Brave new world». 6 серпня 2012 року виходить у світ друга частина відео-трилогії Джека Страйфі «Glitter & Dirt». Нова пісня Страйфі називається «Sanctuary» і супроводжується обіцяним відеокліпом, що складається з трьох дій. 5 листопада 2012 року Джек Страйфі завершує свою відео-трилогію Glitter & Dirt випуском останньої її частини — кліпу «HALO».
Зараз Джек закінчує свій дебютний сольний альбом і готується до його випуску.